# Liste der Naturdenkmale in Oberotterbach
Die Liste der Naturdenkmale in Oberotterbach nennt die im Gemeindegebiet von Oberotterbach ausgewiesenen Naturdenkmale (Stand 23. Mai 2024).

## Naturdenkmale
| Nr.         | Bezeichnung | Lage                           | Beschreibung     | Bild                                    |
| ----------- | ----------- | ------------------------------ | ---------------- | --------------------------------------- |
| ND-7337-254 | Sperberbaum | Eichhorngasse, bei Nr. 12 Lage | Sorbus domestica | Direkt Bild zu diesem Denkmal hochladen |

## Ehemalige Naturdenkmale
| Nr. | Bezeichnung   | Lage                                       | Beschreibung                                                         | Bild                                    |
| --- | ------------- | ------------------------------------------ | -------------------------------------------------------------------- | --------------------------------------- |
|     | Rothenbrunnen | nordöstlich des Ortes im Otterbachtal Lage | Quelle;, hier Nr. 32 Rechtsverordnung aufgehoben                     | Direkt Bild zu diesem Denkmal hochladen |
|     | Zwei Linden   | Weinstraße, bei Nr. 6 Lage                 | Tilia sp., zwei Bäume;, hier Nr. 33 Rechtsverordnung 1993 aufgehoben | Direkt Bild zu diesem Denkmal hochladen |
|     | Linde         | Unterdorfstraße, bei Nr. 8 Lage            | Tilia sp.;, hier Nr. 34 Rechtsverordnung 1988 aufgehoben             | Direkt Bild zu diesem Denkmal hochladen |